# Nicola Cassio
Nicola Cassio (Trieste, 1 de julio de 1985) es un deportista italiano que compitió en natación, especialista en el estilo libre.
Ganó dos medallas en el Campeonato Mundial de Natación en Piscina Corta, oro en 2006 y bronce en 2008, y dos medallas de oro en el Campeonato Europeo de Natación, en los años 2006 y 2008.
Participó en los Juegos Olímpicos de Pekín 2008, ocupando el cuarto lugar en la prueba de 4 × 200 m libre.

## Palmarés internacional
| Campeonato Mundial en Piscina Corta | Campeonato Mundial en Piscina Corta | Campeonato Mundial en Piscina Corta | Campeonato Mundial en Piscina Corta |
| Año                                 | Lugar                               | Medalla                             | Prueba                              |
| ----------------------------------- | ----------------------------------- | ----------------------------------- | ----------------------------------- |
| 2006                                | Shanghái (China)                    | Medalla de oro                      | 4 × 200 m libre                     |
| 2008                                | Mánchester (Reino Unido)            | Medalla de bronce                   | 4 × 200 m libre                     |
| Campeonato Europeo                  |                                     |                                     |                                     |
| Año                                 | Lugar                               | Medalla                             | Prueba                              |
| 2006                                | Budapest (Hungría)                  | Medalla de oro                      | 4 × 200 m libre                     |
| 2008                                | Eindhoven (Países Bajos)            | Medalla de oro                      | 4 × 200 m libre                     |